# Уваров, Александр Иванович
Александр Иванович Уваров (3 мая 1938 года) — физик, специалист в области получения аустенитных сталей для современной техники, лауреат премии имени П. П. Аносова.

## Биография
Родился 3 мая 1938 года.
В 1961 году — окончил физический факультет Пермского государственного университета, специальность «Физика металлов», после чего работал в Естественно-научном институте Пермского государственного университета в лаборатории физики металлов.
С 1965 года и до настоящего времени — сотрудник Института физики металлов Уральского научного центра АН СССР, где занимал должности младшего, старшего, ведущего и главного научного сотрудника.
В 1970 году — защита кандидатской диссертации, тема: «Исследование комплексных методов упрочнения стареющих аустенитных сплавов железо-никель-титан».
В 1983 году — защита докторской диссертация, тема: «Закономерности формирования структуры и механических свойств дисперсионно-твердеющих сталей с метастабильным аустенитом».

## Награды
- Премия имени П. П. Аносова (1984, совместно с К. А. Малышевым, В. В. Сагарадзе) — за монографию «Фазовый наклёп аустенитных сплавов на железоникелевой основе»
- Почетная грамота в связи с 250-летием Академии наук СССР
- медаль ВДНХ СССР.